# Cantidad de sustancia

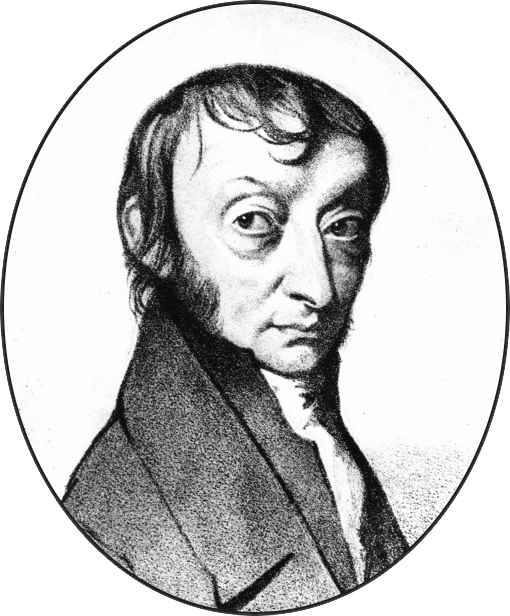
Amadeo Avogadro

El Sistema Internacional de Unidades (SI) define la cantidad de sustancia como una magnitud fundamental  que es  proporcional al número de  entidades elementales presentes. La constante de proporcionalidad depende de la unidad elegida para la cantidad de sustancia; sin embargo, una vez hecha esta elección, la constante es la misma para todos los tipos posibles de entidades elementales. La identidad de las "entidades elementales" depende del contexto y debe indicarse; por lo general estas entidades son: Átomos, moléculas, iones, o partículas elementales como los electrones. La cantidad de sustancia a veces se denomina como cantidad química. 
La unidad para la cantidad de sustancia, que es una de las unidades fundamentales del SI, es el mol. El mol se define como la cantidad de sustancia que tiene un número de entidades elementales como átomos hay en 12 g de carbono-12. Ese número es equivalente a la Constante de Avogadro, NA, que tiene el valor de 6,02214179 (30)•1023 u= mol-1. El trabajo de precisión debe estar alrededor de 50partes por mil millones y está limitado por la incertidumbre en el valor de la constante de Planck. Téngase en cuenta que en el marco del SI, la constante de Avogadro tiene unidades, por lo que es incorrecto referirse a ella como el “número de Avogadro”, ya que un “número” se supone que es una cantidad sin dimensiones. Con mol como unidad, la constante de proporcionalidad entre la cantidad de sustancia y el número de entidades elementales es 1./NA.
No hay ninguna razón para esperar que la masa de cualquier número entero de átomos de carbono-12 deba ser igual a exactamente 12 g, del que se desprende que el número de Avogadro exacto no es necesariamente un entero. Después de todo, la definición de gramo es que es 1/1000 de un kilogramo, y la definición de un kilogramo es que es la masa del kilogramo prototipo, un cilindro sólido, que se mantiene en una caja fuerte en Francia, hecha de una aleación de platino-iridio, y que por lo tanto no tiene ninguna relación particular con los átomos de carbono-12 (véase también Kilogramo).
Debido a que hay que distinguir entre las magnitudes físicas y sus unidades, es inadecuado para referirse a la cantidad de sustancia como el "número de mol", tal como es inadecuado para referirse a la cantidad física de longitud como "el número de metros.
La única otra unidad de cantidad de sustancia actualmente en uso es la libra mol (símbolo: lb-mol.), que se utiliza a veces en ingeniería química en los Estados Unidos. 1 lb-mol ≡ 453.592 37 mol (esta relación es exacta, a partir de la definición de libra de peso internacional).

## Terminología
Cuando se cita una sustancia, es necesario especificar la entidad involucrada (a no ser que no haya peligro de ninguna ambigüedad). Un mol de cloro puede referirse tanto a átomos de cloro (como en 58,44 g de cloruro de sodio) o a moléculas de cloro (como en 22,711 dm³ de cloro gas en condiciones normales de presión y temperatura, condiciones estándar). El modo más simple de evitar la ambigüedad es sustituir el término “sustancia” por el nombre de la entidad y/o citar la fórmula empírica. Por ejemplo:
cantidad de cloroformo, CHCl3
cantidad de sodio, Na
cantidad de hidrógeno (átomos), H
n(C2H4)
Esto se puede considerar como una definición técnica de la palabra “cantidad”, un uso que también se encuentra en los nombres de ciertas cantidades derivadas (ver más adelante).

## Cantidades derivadas
Cuando la cantidad de sustancia entra en una cantidad derivada, por lo general en el denominador: estas cantidades se conocen como “cantidades molares”. Por ejemplo, la cantidad que describe el volumen ocupado por una cantidad de sustancia dada se denomina volumen molar, mientras que la cantidad que describe la masa de una cantidad de sustancia dada es la masa molar. Las cantidades molares se indican a veces por el subíndice latino “m” en el símbolo, por ejemplo, Cp,m, la capacidad calorífica molar a presión constante: el subíndice se puede omitir si no hay riesgo de ambigüedad, como ocurre a menudo en el caso de compuestos químicos puros.
La principal cantidad derivada en la que la cantidad de sustancia entra en el numerador es la concentración molar, c, excepto en química clínica donde se prefiere el término concentración de sustancia (para evitar cualquier posible ambigüedad con concentración en masa). El nombre concentración molar es incorrecto, Concentración molar debe referirse a una concentración por mol, es decir, una fracción de cantidad. El uso de “molar” como unidad  igual a 1 mol/dm³, símbolo M, es frecuente, pero no (hasta mayo de 2007) totalmente aceptada por la IUPAC si bien es de uso común.

## Historia
Los alquimistas, y especialmente los primeros metalúrgicos, probablemente tenían alguna idea sobre la cantidad de la sustancia, pero no han perdurado registros que generalizaran esta idea más allá de un conjunto de recetas. Lomonosov en 1758 cuestionó la idea de que la masa era solamente una medida de la cantidad de materia, pero solo en relación con sus teorías sobre la gravitación. El desarrollo del concepto de cantidad de sustancia era coincidente con, y vital para, el nacimiento de la química moderna.
- 1777: Wenzel publica Lecciones de afinidad, en el que demuestra que las proporciones del componente de "base" y del componente "ácido" (catión y anión en la terminología moderna) siguen siendo los mismos durante las reacciones entre dos  Sales neutras.[9]
- 1789: Lavoisier publica Traité Élémentaire de Chimie, introduciendo el concepto de  elemento químico y clarificando la Ley de conservación de la masa para las reacciones químicas.[10]
- 1792: Richter publica el primer volumen de Stoichiometry or the Art of Measuring the Chemical Elements (la publicación de los volúmenes posteriores continúa hasta 1802). El término "estequiometría" es utilizado por primera vez. Las primeras tablas de pesos equivalentes se publicaron para reacciones ácido-base. Richter también menciona que, para un ácido dado, la masa equivalente del ácido es proporcional a la masa de oxígeno en la base.[9]
- 1794: Proust en la ley de las proporciones definidas generaliza el concepto de peso equivalente a todos los tipos de reacciones químicas, y no solamente a las reacciones ácido-base.[9]
- 1805: Dalton publica su primer trabajo en la moderna teoría atómica, incluyendo una "Tabla de los pesos relativos de las últimas partículas de los gases y otros cuerpos".[11]
- 1808: Publicación de A New System of Chemical Philosophy de Dalton, que contiene la primera tabla de pesos atómicos (basada en H = 1).[12]

Con el concepto de átomos surgió la noción de peso atómico.
Si bien muchos se mostraron escépticos acerca de la realidad de los átomos, los químicos encontraron rápidamente en los pesos atómicos una herramienta inestimable para expresar las relaciones estequiométricas.
- 1809: La Ley de los volúmenes de combinación de Gay-Lussac , indicando una relación de números enteros entre los volúmenes de los reactivos y los productos en las reacciones químicas de gases.[13]
- 1811: Avogadro emite la hipótesis de que volúmenes iguales de gases diferentes en las mismas condiciones de presión y temperatura contienen el mismo número de partículas, conocida ahora como Ley de Avogadro.[14]
- 1813/1814: Berzelius publica la primera de varias tablas de pesos atómicos basada en la escala de O = 100.[9][15][16]
- 1815: Prout publica su hipótesis de que todos los pesos atómicos son múltiplos enteros del peso atómico del hidrógeno.[17] La hipótesis fue abandonada posteriormente dado el peso atómico observado del cloro (approx. 35.5 relativo al hidrógeno).
- 1819: La Ley de Dulong-Petit relaciona el peso atómico de un elemento sólido con su calor específico.[18]
- 1819: El trabajo de Mitscherlich isomorfismo de cristales permite aclarar muchas fórmulas químicas, al resolver varias ambigüedades en el cálculo de los pesos atómicos.[9]

La ley de los gases ideales fue la primera en ser descubierta de muchas relaciones entre el número de átomos o moléculas en un sistema y otras propiedades físicas de dicho sistema, además de su masa. Sin embargo, esto no fue suficiente para convencer a todos los científicos que los átomos y las moléculas tenían una realidad física, en vez de ser simplemente herramientas útiles para el cálculo.
- 1834: Clapeyron establece la ley de los gases ideales.[19]
- 1834: Faraday establece su Ley de la electrólisis, en particular, que “la descomposición química de una corriente es constante para una cantidad constante de electricidad”.[20]
- 1856: Krönig deduce la ley de los gases ideales a partir de la teoría cinética.[21] Clausius publica una deducción independiente al año siguiente.[22]
- 1860: el Congreso de Karlsruhe debate la relación entre “moléculas físicas”, “moléculas químicas” y átomos, sin alcanzar un consenso.[23]
- 1865: Loschmidt hace la primera estimación del tamaño de las moléculas de un gas y por lo tanto del número de moléculas en un determinado volumen de gas, ahora conocida como la constante de Loschmidt.[24]
- 1886: van't Hoff muestra las similitudes de comportamiento entre las soluciones diluidas y de los gases ideales.
- 1887: Arrhenius describe la disociación de los electrolitos en solución, resolviendo uno de los problemas en el estudio de las propiedades coligativas.[25]
- 1893: primer uso registrado del término mol para describir una unidad de cantidad de sustancia, por Ostwald en un libro de texto universitario.[26]
- 1897: primera utilización registrada del término mol en inglés.[27]
- 1901: Van't Hoff recibe el primer Premio Nobel de Química, en parte por la determinación de las leyes de la presión osmótica.[28]
- 1904: Arrhenius recibe el Premio Nobel en Química, en parte por su trabajo en la disociación de los electrolitos.[29]

A la llegada del siglo XX, los partidarios de la teoría atómica de más o menos habían ganado la partida, pero quedaban muchas cuestiones pendientes, entre ellas el tamaño de los  átomos y su número. El desarrollo de la espectrometría de masas, una de las técnicas que revolucionó la forma en que los físicos y químicos realizan conexiones entre el mundo microscópico de átomos y moléculas y las observaciones  macroscópicas de los experimentos de laboratorio.
- 1905: el informe de Einstein  sobre el movimiento browniano disipa las últimas dudas sobre la realidad física de los átomos, y abre el camino para una determinación exacta de su masa.[30]
- 1909: Perrin acuña el nombre de “constante de Avogadro” y realiza una estimación de su valor.[31]
- 1913: descubrimiento de isótopo de elementos no radiactivos por Soddy[32] y Thomson.[33]
- 1914: Richards recibe el Premio Nobel de Química “por sus determinaciones de la masa atómica de un gran número de elementos”.[34]
- 1920: Aston propone la regla del número entero, una versión actualizada de la hipótesis de Prout.[35]
- 1921: Soddy recibe el Premio Nobel en Química “por su trabajo en la química de las sustancias radiactivas y las investigaciones sobre isótopos”.[36]
- 1922: Aston recibe el Premio Nobel en Química “por sus descubrimientos de los isótopos de un gran número de elementos no radiactivos, y por su regla del número entero”.[37]
- 1926: Perrin recibe el Premio Nobel en Física, en parte por su trabajo en la medida de la constante de Avogadro.[38]
- 1959/1960: escala de masas atómicas unificada basada en el 12C = 12 adoptada por la IUPAP y la IUPAC.[39]
- 1968: se recomienda la inclusión del mol en el Sistema Internacional de Unidades (SI) por el Comité Internacional de Pesas y Medidas (CIPM).
- 1972: se aprueba el mol como unidad fundamental SI de cantidad de sustancia.